# CAMEL標準
CAMEL標準（英語：CAMELS rating system，又稱金融機構統一評等制度、CAMEL評級制度或駱駝標準）是5個評等標準的第一個字母，分別為資本適足性（Capital adequacy）、資產品質（Asset quality）、經營品質（Management quality）、獲利能力（Earnings）及流動性（Liquidity）。而至1997年時，再新增市場風險敏感性（Sensitivity），充當第6個評等標準，因此乃由「一隻駱駝」（CAMEL）變成「許多隻駱駝」（CAMELS）的評等系統。